# Really Fast records
Really Fast Records är ett svenskt skivbolag som startades sent hösten 1981. Det är mest känt för sina samlingsskivor "Really fast", som hittills utkommit i 10 volymer.
- Really Fast vol. 1